# ناحیه بیر کریک شماره ۵، شهرستان سیرسی، آرکانزاس
ناحیه بیر کریک شماره ۵ (به انگلیسی: Bear Creek No. 5 Township) یک منطقهٔ مسکونی در ایالات متحده آمریکا است که در شهرستان سیرسی، آرکانزاس واقع شده‌است. ناحیه بیر کریک شماره ۵ ۷۲۸ نفر جمعیت دارد.